# Marko Jevtović (Fußballspieler)
Marko Jevtović (kyrillisch Марко Јевтовић; geboren 24. Juli 1993 in Belgrad, BR Jugoslawien) ist ein serbischer Fußballspieler und steht derzeit bei Gaziantep FK unter Vertrag.

## Karriere
Seine Fußballkarriere begann er bei der Jugendabteilung des FK Zemuns. Seinen ersten Profivertrag unterzeichnete er 2010 für den FK Srem Jakovo. In der Saison 2010/11 spielte er mit Srem Jakovo in der Srpska Liga Belgrad und belegte den zweiten Platz. In der Saison 2011/12 wechselte er zum russischen Erstligisten Dynamo Moskau. 2012 kehrte er nach Serbien zurück und wechselte zum FK Sopot und spielte in der Srpska Liga Belgrad. In der Saison 2012/13, wechselte er zum damaligen Erstligisten Hajduk Kula. Am 30. Juni 2013 unterschrieb er einen Vertrag mit dem FK Novi Pazar. Am 3. Juli 2015 unterzeichnete er einen Vierjahresvertrag mit dem FK Partizan Belgrad. Sein erstes Tor für Partizan erzielte er am 8. August 2015 in der dritten Runde der Qualifikation für die UEFA Champions League gegen Steaua Bukarest.  In der Saison 2015/2016 gewann er Partizan den Serbischen Pokal. In der Saison 2016/2017 gewann er mit Partizan das Double.
Zur Saison 2018/19 wechselte Jevtović in die Süper Lig zu Konyaspor. Im Juli 2021 wechselt er nach Katar zu Al-Ahli SC. Aufgrund der Maßnahmen der COVID-19-Pandemie in Katar und dem Heimweh beschloss er Katar wieder im Winter zu verlassen, woraufhin er zu seinem Ex-Klub Partizan Belgrad, wo er einen Vertrag für anderthalb Jahre unterschrieben hat, zurückgekehrt ist. Nach der Saison verließ er Partizan wieder, um sich dem türkischen Erstligisten Gaziantep, bei welchem er einen Zweijahresvertrag unterschrieben hat, anschzuschließen.

## Nationalmannschaft
Anfang des Jahres 2017 wurde Jevtović von Slavoljub Muslin, dem damaligen Nationaltrainer Serbiens, im Kader der Nationalmannschaft berufen. Am 29. Januar 2017 feierte Jevtović sein Debüt für die serbische Nationalmannschaft in einem Freundschaftsspiel gegen die USA.

## Titel
- 3× Serbischer Pokalsieger: (2015/16, 2016/17, 2017/18)
- 1× Serbischer Meister: (2016/17)